# Từ học vi mô
Vi từ học hay Từ học vi mô (tiếng Anh: Micromagnetism) là một lĩnh vực, một phương pháp nghiên cứu cấu trúc và các tính chất vi mô của vật liệu và linh kiện từ tính dựa trên việc xác định các tương tác giữa các mômen từ hoặc giữa mômen từ với từ trường ngoài ở thang vĩ mô (kích thước dưới mức micromet). Ngày nay, với sự trợ giúp của máy tính, phương pháp vi từ học là một phương pháp hữu hiệu để xác định các tính chất vi mô của một hệ vật liệu từ từ thang vi mô đến thang vĩ mô (kích thước lớn là tổng hợp của nhiều hệ vi mô).

## Vi từ học và bài toán năng lượng
Vi từ học được coi là khai sinh bởi nhà vật lý người Israel William Fuller Brown Jr. vào năm 1963 với các xuất bản về việc xác định cấu trúc đômen phản song song và các dạng năng lượng vi từ,,. Vi từ học dựa trên nền tảng xác định các dạng năng lượng tương tác từ vi mô và cực tiểu hóa năng lượng tổng cộng để xác định trạng thái cân bằng của hệ. Năng lương tương tác từ có thể quy gọn thành năm số hạng:
- Năng lượng trao đổi
- Năng lượng dị hướng
- Năng lượng tĩnh từ
- Năng lượng Zeeman
- Năng lượng từ giảo

(xem chi tiết bài Năng lượng vi từ)

## Phương trình Landau-Lifshitz-Gilbert
Phương trình Landau-Lifshitz-Gilbert (được cải tiến từ phương trình Landau-Lifshitz) cũng là một nền tảng cơ sở của phương pháp vi từ học với việc xác định tính chất chuyển động hồi chuyển của véctơ từ độ trong vật từ,:
{\displaystyle {\frac {d\mathbf {M} }{dt}}=\gamma [\mathbf {M} ,\mathbf {H} ]-{\frac {\alpha }{M}}\left[\mathbf {M} ,{\frac {d\mathbf {M} }{dt}}\right].\qquad }
Ở đây, α được gọi là hằng số tắt dần Gilbert, và mọi nghiệm của phương trình này đều thỏa mãn phương trình Landau-Lifshitz nguyên bản khi thay γ bởi γ/(1+α2). Phương trình có thể khai triển dưới dạng véctơ như sau:
{\displaystyle {d{\vec {M}} \over dt}=-|\gamma |{\vec {M}}\times {\vec {H}}_{\mathrm {eff} }-{|\gamma |\alpha  \over M_{s}}{\vec {M}}\times ({\vec {M}}\times {\vec {H}}_{\mathrm {eff} })\qquad }